# Municipio de Jupiter
El municipio de Jupiter (en inglés: Jupiter Township) es un municipio ubicado en el condado de Kittson en el estado estadounidense de Minnesota. En el año 2010 tenía una población de 111 habitantes y una densidad poblacional de 1,2 personas por km².

## Geografía
El municipio de Jupiter se encuentra ubicado en las coordenadas 48°40′3″N 96°42′19″O / 48.66750, -96.70528. Según la Oficina del Censo de los Estados Unidos, el municipio tiene una superficie total de 92.4 km², de la cual 92,36 km² corresponden a tierra firme y (0,04 %) 0,04 km² es agua.

## Demografía
Según el censo de 2010, había 111 personas residiendo en el municipio de Jupiter. La densidad de población era de 1,2 hab./km². De los 111 habitantes, el municipio de Jupiter estaba compuesto por el 100 % blancos. Del total de la población el 0 % eran hispanos o latinos de cualquier raza.